# Masă terestră
Masa terestră sau Masa Pământului  (M🜨 sau MT, notată cu M în acest articol) este o mărime fizică și o unitate de masă utilizată în astronomie. Valoarea sa este estimată la  5,9736×1024 kg. A fost obținută pornind de la cunoștințele foarte precise furnizate de geodezia spațială a constantei geocentrice (GM) și de la cunoștințele mult mai puțin precise furnizate de constantanta gravitațională (G) a lui Newton.
Prima estimare a acesteia a fost realizată de Henry Cavendish în 1798, măsurând diferența de greutate dintre două mase mici și dintre două mase mari; de aici obține constanta gravitațională G, singura necunoscută din ecuația lui Newton, și astfel ajunge la concluzia că Pământul este de 5,5 ori mai dens decât apa.

## Notații
Masa terestră este notată, în mod curent, M🜨 sau MT, notație compusă din litera M majusculă, urmată, la indice, de 🜨, simbol astronomic al Pământului, sau de litera T, inițială a denumirii latinești Terra.
În literatura științifică anglo-saxonă, ea este notată, în mod curent, ME sau, mai simplu, E.

## Definiție și expresie
Masa terestră este definită ca raportul dintre constanta geocentrică a gravitației, notată cu litera grecească μ🜨 prin constanta gravitațională, notată G. :
{\displaystyle M_{\oplus }={\frac {\mu _{\oplus }}{G}}}.
Această definiție este, la primă abordare, tautologică, deoarece constanta geocentrică a gravitației este egală cu produsul constantei (universale) a gravitației prin masa terestră. Ea se dovedește utilă întrucât constanta geocentrică a gravitației este cunoscută cu mai multă precizie decât acest produs.

## Masa terestră nominală
În 2015, cea de-a XXIX-a Adunare Generală a Uniunii Astronomice Internaționale (UAI) a definit « masa terestră nominală », o valoare care trebuie să rămână constantă oricare ar fi îmbunătățirile ulterioare ale preciziei măsurătorilor lui M🜨. 
Această valoare, notată {\displaystyle {\mathcal {M}}_{\mathrm {E} }^{\mathrm {N} }}, este în fapt definită ca produsul său prin constanta gravitațională G:
{\displaystyle ({\mathcal {GM}})_{\mathrm {E} }^{\mathrm {N} }} = 3,986,004×1014 m3⋅s-2
Rațiunea acestei alegeri ține de relativ slaba precizie a măsurătorii lui G, în comparație cu aceea a produselor de tipul GM, unde M desemnează masa unui corp ceresc oarecare. Pentru a exprima masa M a unui corp ceresc în termeni de mase terestre nominale se divide valoarea lui GM prin aceea a {\displaystyle ({\mathcal {GM}})_{\mathrm {E} }^{\mathrm {N} }}.

## Dimensiune și unități
Masa terestră are, prin definiție, dimensiunea unei mase:
{\displaystyle [M_{\oplus }]=\mathrm {M} }.
În Sistemul internațional de unități, ea se exprimă în kilograme (kg). În sistemul CGS, ea se exprimă în grame (g). În Sistemul astronomic de unități, ea se exprimă, ca orice masă, în mase solare (notată S sau, mai uzual M⊙).

## Valoare
Masa terestră este estimată  la :
{\displaystyle M_{\oplus }=(5{,}9722\;\pm \;0{,}0006)\times 10^{24}\;\mathrm {kg} },
adică :
{\displaystyle M_{\oplus }={\frac {1}{332\;946{,}0487\;\pm \;0{,}0007}}\;\mathrm {M_{\odot }} }.

## Ordin de mărime
- Masă solară : ≈ 333.060,402 M🜨[5]

- Masă joviană : ≈ 317,828 M🜨[6]

- Masă lunară: ≈ 0,0123 M🜨[7]

| Obiectul      | Masă terestră      | Ref            |
| ------------- | ------------------ | -------------- |
| Luna          | 0.0123000371(4)    | [ 8 ]          |
| Soare         | 332946.0487±0.0007 | [ 9 ]          |
| Mercur        | 0,0553             | [ 10 ]         |
| Venus         | 0,815              | [ 10 ]         |
| Pământ        | 1                  | Prin definiție |
| Marte         | 0,107              | [ 10 ]         |
| Jupiter       | 317,8              | [ 10 ]         |
| Saturn        | 95,2               | [ 10 ]         |
| Uranus        | 14,5               | [ 10 ]         |
| Neptun        | 17,1               | [ 10 ]         |
| Pluto         | 0,0025             | [ 10 ]         |
| Eris          | 0,0027             |                |
| Gliese 667 Cc | 3,8                | [ 11 ]         |
| Kepler-442b   | 1,0 – 8,2          | [ 12 ]         |